# Њутон Гроув (Северна Каролина)
Њутон Гроув (енгл. Newton Grove) град је у америчкој савезној држави Северна Каролина.

## Демографија
По попису из 2010. године број становника је 569, што је 37 (-6,1%) становника мање него 2000. године.
| Група             | 2000.       | 2010.       |
| Белци             | 439 (72,4%) | 404 (71,0%) |
| Афроамериканци    | 69 (11,4%)  | 61 (10,7%)  |
| Азијати           | 1 (0,2%)    | 5 (0,9%)    |
| Хиспаноамериканци | 86 (14,2%)  | 86 (15,1%)  |
| Укупно            | 606         | 569         |